# هانز فريدمان جوتز
هانز فريدمان غوتز (3 نوفمبر 1897 - 27 مايو 1940) أحد النازيين المستقلين (العقيد) من قوات فافن إس إس الألمانية وقائد إس إس هيموير غدانسك (Danzig Home Defense). كان نجل إس إس-بريغيجاديه فوهرر فريدمان غوتزي. تم إطلاق النار عليه من قبل قناص بريطاني بينما كان يقود فريق Infanterie Regiment 3 من فرقة بانزر إس إس توتنكوبف الثالثة بالقرب من ليستريم.
في 8 سبتمبر 1939، قتل أفراد من قوات الأمن الخاصة هيموير دانزيج 33 مدنياً بولندياً في قرية كيزياكي. 

## ملخص مسيرته العسكرية

### تواريخ الرتب
- إس إس-هوبتستثرمفهرر - 15 مايو 1937
- إس إس-قائد وحدة الاعتداء- 12 سبتمبر 1937
- إس إس-أوبرستورمبانفورر - 20 أبريل 1939
- إس إس-شتاندارتن فوهرر - 1 سبتمبر 1939

### الأوسمة البارزة
- صليب الشرف في الحرب العالمية 1914/1918
- شارة الجرح باللون الأسود
- الصليب الحديدي الدرجة الثانية
- الصليب الحديدي من الدرجة الأولى
- بحر البلطيق
- الرايخ شارة الرياضة في الذهب
- مشبك الصليب الحديدي من الدرجة الثانية
- شارة الفرسان بالبرونزية
- Danzig Cross 1st و 2nd Class
- شارة الرياضة SA